# Herleshausen
Herleshausen är en kommun och ort i Werra-Meissner-Kreis i Hessen i Tyskland. Staden har cirka 2 800 invånare.
Under Kalla kriget låg den inomtyska gränsen vid Herleshausen.
Den tidigare kommunen Frauenborn uppgick i Herleshausen 1 april 1969. Altefeld, Archfeld, Breitzbach, Herleshausen, Holzhausen, Markershausen, Nesselröden, Unhausen, Willershausen och Wommen gick samman i den nya kommunen Herleshausen 1 december 1970.